# Franz von Schönthan
Franz von Schönthan (Franz Schönthan von Pernwald) (Bécs, 1849. június 20. – Bécs, 1913. december 2.) osztrák drámaíró. 

## Élete
Eleinte tengerészhadapród volt, majd négy év múlva kilépett a szolgálatból és a drámaírásra adta magát. 1884-ben a bécsi városi színház főrendezője lett, e színház leégése után Berlinbe, majd Drezdába ment. Több darabot írt közösen öccsével, Paul von Schönthannal is.

## Nevezetesebb darabjai
- Das Mädchen aus der Fremde (1879)
- Sodom und Gomorrha (1879)
- Unsere Frauen (1880)
- Krieg im Frieden (1881, Moser G.-val együtt)
- Der Schwaabenstreich (1882)
- Roderich Heller (1883)
- Der Raub der Sabinerinnen (A szabin nők elrablása, az öccsével, Paul von Schönthannal együtt, 1879)
- Frau Direktor Striese (1885, S. Pállal)
- Goldfische (1886, Kadelburg G.-val)
- Die berühmte Frau (1887, Kadelburggal)
- Cornelius Voss (1888)
- Das letzte Wort (1889)
- Das goldene Buch (szinmű, 1891)
- Zwei glückliche Tage (Kadelgurggal, 1893)
- Der Her Senator (Kadelburggal, 1894)
- Zum wohlthätigen Zweck (Kadelburggal, 1895)

## Magyarul
- Franz Schönthan–Franz Koppel-Elfeld: Az öregasszony. Verses vígjáték; Vass, Bp., 1898 (Fővárosi színházak műsora)
- Franz Schönthan–Franz Koppel-Elfeld: Az aranyasszony. Verses vígjáték; ford. Makai Emil; Vass, Bp., 1898 (Fővárosi színházak műsora)
- Schönthan Ferenc: Dorrit kisasszony. Vígjáték; Dickens regénye után, ford. Timár Szaniszló; Lampel, Bp., 1906 (Magyar könyvtár)